# David Paul Jackson
David Paul Jackson (* 1. September 1951 in Seattle) ist ein US-amerikanischer Tibetologe.

## Leben
Er promovierte 1985 an der University of Washington und studierte und übersetzte viele Jahre in Seattle für den tibetischen Gelehrten Dezhung Rinpoche. Von 1992 bis 2006 war er Professor für Tibetologie in Hamburg. Er ist Kurator des Rubin Museum of Art in New York.

## Schriften (Auswahl)
- The „Miscellaneous series“ of Tibetan texts in the Bihar Research Society, Patna. A handlist. Stuttgart 1989, ISBN 3-515-05215-1.
- The early abbots of 'Phan-po Na-lendra. The vicissitudes of a great Tibetan monastery in the 15th century. Wien 1989, OCLC 1045996584.
- als Herausgeber: Two biographies of Śākyaśrībhadra. The eulogy by Khro-phu lo-tsā-ba and its „Commentary“ by bSod-nams-dpal-bzang-po. Texts and variants from 2 rare exemplars preserved in the Bihar Research Society, Patna. Stuttgart 1990, ISBN 3-515-05519-3.
- Enlightenment by a single means. Tibetan controversies on the „Self-sufficient white remedy“ (Dkar po chig thub). Wien 1994, ISBN 3-7001-2162-8.